# Accalathura borradailei
Accalathura borradailei là một loài chân đều trong họ Leptanthuridae. Loài này được Stebbing miêu tả khoa học năm 1904.